# Svenska mästerskapen i kortbanesimning 1971
Svenska mästerskapen i kortbanesimning 1971 avgjordes i Sundsvall 1971. Det var den nittonde upplagan av kortbane-SM.

## Medaljsummering

### Herrar
| Gren            | Guld                     | Guld             |
| 200 m frisim    | Hans Ljungberg 1.58,1    | Timrå AIF        |
| 800 m frisim    | Anders Bellbring 8.42,6  | Upsala S         |
| 200 m fjärilsim | Peter Feil 2.09,7        | Eskilstuna SS    |
| 200 m ryggsim   | Svante Zetterlund 2.13,6 | Karlskoga SS     |
| 200 m bröstsim  | Göran Eriksson 2.23,5    | SK Najaden       |
| 200 m medley    | Hans Ljungberg 2.13,3    | Timrå AIF        |
| 4x100 m frisim  | Timrå AIF 3.36,1         | Timrå AIF 3.36,1 |
| 4x100 m medley  | Timrå AIF 4.05,6         | Timrå AIF 4.05,6 |

### Damer
| Gren            | Guld                         | Guld                         |
| 200 m frisim    | Gunilla Jonsson 2.12,7       | Malmö S                      |
| 800 m frisim    | Gunilla Jonsson 9.33,2       | Malmö S                      |
| 200 m fjärilsim | Eva Wikner 2.28,7            | Stockholmspolisens IF        |
| 200 m ryggsim   | Anita Zarnowiecki 2.32,9     | Simklubben S02               |
| 200 m bröstsim  | Monica Bergqvist 2.43,9      | Stockholmspolisens IF        |
| 200 m medley    | Anita Zarnowiecki 2.31,9     | Simklubben S02               |
| 4x100 m frisim  | Malmö S 4.12,8               | Malmö S 4.12,8               |
| 4x100 m medley  | Stockholmspolisens IF 4.44,0 | Stockholmspolisens IF 4.44,0 |